# Kornelia Kubińska
Kornelia Kubińska (* 3. August 1985 in Marklowice, Powiat Wodzisław Śląski gebürtig Kornelia Marek) ist eine ehemalige polnische Skilangläuferin.
Kubińska trat im Alter von 16 Jahren Anfang 2002 erstmals bei internationalen Wettkämpfen auf niederklassiger Ebene an. Ein Jahr darauf nahm sie an den Juniorenweltmeisterschaften im schwedischen Sollefteå teil, wo sie jedoch deutlich abgeschlagen in der hinteren Hälfte des Klassements platziert war. Bis 2005 verbesserte sich die Polin bei FIS-Rennen und erreichte regelmäßig die Top Ten. Im März 2005 war Kubinska neben ihrer Teamkollegin Sylwia Jaśkowiec die einzige Athletin ihres Landes, die bei der Junioren-WM antrat. Als 16. war sie dort zum ersten bei einem internationalen Großereignis unter den besten 20 klassiert. Gemeinsam mit Jaskowiec und Justyna Kowalczyk konnte sie schließlich im Januar 2007 bei der Universiade in Turin Staffel-Bronze gewinnen.
Während Kubinska Zeiten als Juniorin war Kowalczyk meist die einzige Polin, die im Weltcup – der wichtigsten Wettkampfserie im Skilanglauf – startete. Erst ab dem Jahr 2007 rückten mit Kubinska sowie Sylwia Jaskowiec zwei andere Athletinnen ins polnische Nationalteam auf. Beide hatten sich mit guten Leistungen in zweitklassigen Rennen empfohlen und erhielten ab der Saison 2007/08 regelmäßig Einsätze im Weltcup. Die Nodziskawerin debütierte in Düsseldorf, wo sie zunächst den 58. Rang im Einzelsprint belegte und dann – gemeinsam mit Jaskowiec – im Teamsprint 22. wurde. Im Februar 2008 gewann sie zum ersten Mal Weltcuppunkte, als sie beim Sieg der Norwegerin Astrid Jacobsen den 25. Rang in einem Freistil-Einzelrennen über 7,6 Kilometer belegte. Am Saisonende war sie auf der 91. Position im Gesamtweltcup platziert.
Im Winter 2008/09 erreichte Kornelia Kubinska mit der Staffel als Neunte zum ersten Mal ein Top-Ten-Weltcup-Resultat. Im Anschluss daran wurde sie auch erstmals für Weltmeisterschaften im Erwachsenenbereich nominiert, die im Februar 2009 in Liberec stattfand. Bestes Einzelergebnis war ein 21. Rang beim Abschlussrennen über 30 Kilometer im freien Stil. Wenige Tage davor hatte sie als zweite Läuferin der polnischen Staffel den sechsten Rang belegt. Die Startläuferin Justyna Kowalczyk hatte auf sie in Führung liegend gewechselt; Kubinka verlor jedoch den Anschluss an die Spitzengruppe und übergab ihrerseits als Fünfte an Sylwia Jaskowiec mit mehr als einer Minute Rückstand. Zu Beginn der olympischen Saison 2009/10 verpasste Kubinska zunächst weitere Ergebnisse unter den besten 30. Erste Weltcuppunkte dieses Winters gewann sie Mitte Januar 2010 beim Klassikrennen über zehn Kilometer in Otepää; der 23. Rang war zugleich ihr bis dahin bestes Einzelergebnis im Weltcup. Bei den olympischen Langlaufwettkämpfen zeigte Kubinska zunächst besonders in den Teamrennen herausragende Leistungen. Im Teamsprint erreichte sie gemeinsam mit Sylwia Jaskowiec den neunten Rang; in der Staffel verlor sie als Startläuferin wenig Zeit, sodass Polen letztlich wie bei den Weltmeisterschaften den sechsten Rang belegen konnte. Schließlich absolvierte die Polin auch das letzte Einzelrennen über 30 Kilometer in der klassischen Technik erfolgreich. Für länger als die Hälfte des Rennens hielt sie in der etwa zehn Athleten umfassenden Spitzengruppe mit und erreichte am Ende den elften Rang, während ihre Teamkollegin Kowalczyk triumphierte. Damit erreichte die im Gesamtweltcup im hinteren Feld klassierte Kubinska eine bessere Platzierung als mehrere Läuferinnen, die zu den besten Zehn in der Gesamtwertung gehörten.
Anfang März 2010 – etwa zwei Wochen nach Ende der Olympischen Winterspiele – wurde bekannt, dass Kubinska nach dem Staffelwettbewerb positiv auf das Blutdopingmittel EPO getestet worden war. Eine B-Probe in der darauffolgenden Woche bestätigte dieses Ergebnis, worauf Kubinska vorläufig gesperrt wurde. Polnische Sportbehörden kündigten an, den Fall aufzuklären und auch eventuelle Hintermänner durch Ausschluss aus der Sportgemeinschaft zu bestrafen. Einige Zeit nach der Bekanntgabe der positiven B-Probe erklärte die Polin, sie wisse nicht, wie das Dopingmittel in ihren Körper gelangt sei. Außerdem kündigte sie ein Comeback für die Zeit nach der Sperre an, da der Sport „ihr ganzes Leben“ sei. Der im Rahmen des 47. FIS-Kongresses in Antalya zusammengetretene Dopingausschuss des Internationalen Skiverbandes bestätigte am 3. Juni 2010 die vorläufige Sperre für Kubinska und legte eine Sperrzeit von 2 Jahren, auslaufend am 16. März 2012 fest.
Die Tour de Ski 2012/13 beendete sie auf den 37. Platz. Ihre besten Platzierungen bei den nordischen Skiweltmeisterschaften 2013 in Val di Fiemme waren der 23. Platz im 30-km-Massenstartrennen und im 15-km-Skiathlon und der neunte Rang mit der Staffel. Ihre besten Resultate bei den Olympischen Winterspielen 2014 in Sotschi waren der 26. Platz über 10 km klassisch und der siebte Platz in der Staffel. In der Saison 2014/15 erreichte sie bei der Tour de Ski 2015 den 21. Rang in der Gesamtwertung und lief bei den Weltmeisterschaften 2015 in Falun auf den 40. Platz über 10 km Freistil, auf den 36. Rang im Sprint, auf den 23. Platz im Skiathlon sowie auf den fünften Platz mit der Staffel. In der Saison 2016/17 nahm sie in Otepää letztmals am Weltcup teil, wobei sie den 50. Platz über 10 km klassisch errang und belegte bei den Weltmeisterschaften 2017 in Lahti den 39. Platz über 10 km klassisch, den 36. Rang im Skiathlon, den 23. Platz im 30-km-Massenstartrennen sowie den achten Platz mit der Staffel.

## Weltcup-Statistik
Die Tabelle zeigt die erreichten Platzierungen im Einzelnen.
- 1.–3. Platz: Anzahl der Podiumsplatzierungen
- Top 10: Anzahl der Platzierungen unter den ersten zehn
- Punkteränge: Anzahl der Platzierungen innerhalb der Punkteränge
- Starts: Anzahl gelaufener Rennen in der jeweiligen Disziplin
- Hinweis: Bei den Distanzrennen erfolgt die Einordnung gemäß FIS.

| Platzierung         | Distanzrennen a | Distanzrennen a | Distanzrennen a | Distanzrennen a | Distanzrennen a | Skiathlon Verfolgung | Sprint | Etappen- rennen b | Gesamt | Team c | Team c  |
| Platzierung         | ≤ 5 km          | ≤ 10 km         | ≤ 15 km         | ≤ 30 km         | > 30 km         | Skiathlon Verfolgung | Sprint | Etappen- rennen b | Gesamt | Sprint | Staffel |
| ------------------- | --------------- | --------------- | --------------- | --------------- | --------------- | -------------------- | ------ | ----------------- | ------ | ------ | ------- |
| 1. Platz            |                 |                 |                 |                 |                 |                      |        |                   |        |        |         |
| 2. Platz            |                 |                 |                 |                 |                 |                      |        |                   |        |        |         |
| 3. Platz            |                 |                 |                 |                 |                 |                      |        |                   |        |        |         |
| Top 10              |                 |                 |                 |                 |                 |                      |        |                   |        |        | 1       |
| Punkteränge         | 1               | 5               |                 |                 |                 | 2                    |        | 1                 | 9      | 3      | 5       |
| Starts              | 10              | 19              | 5               | 1               |                 | 13                   | 18     | 6                 | 72     | 3      | 5       |
| Stand: Karriereende |                 |                 |                 |                 |                 |                      |        |                   |        |        |         |